# Har døden taget noget fra dig så giv det tilbage (2017)
Har døden taget noget fra dig så giv det tilbage. Carls bog er et værk af den danske forfatter Naja Marie Aidt, hvori hun behandler sin søns død. Bogen blev udgivet på Gyldendal i 2017.
Har døden taget noget fra dig så giv det tilbage. Carls bog er en samling af forskellige tekster; dagbogsnotater, digte, erindringer, korte handlingsforløb og citater, der sammen udgør et forsøge på at skabe et sprog, der kan rumme døden, sorgen og kærligheden.

## Resumé
Bogen handler om tabet af Naja Marie Aidts søn Carl, også benævnt Carl Emil i bogen. Han døde d. 16. marts 2015 efter en ulykke. Carl havde taget svampe i sit hjem med en ven, og de fik begge et dårligt trip. For Carls vedkommende udviklede det sig til en psykose, og han sprang ud fra 4. sal. Bogen omfatter en beskrivelse af Carls død - fra familien får opkaldet til de slukker for respiratoren. Til at beskrive sorgen over at miste et barn medbringer Naja Marie Aidt citater fra andre forfattere, dagbogsnotater, anekdoter fra Carls barndom og taler fra begravelsen m.m.

## Komposition
En serie på 11 kursiverede tekster udgør værkets ramme; en kronologisk beskrivelse af hændelsesforløbet fra Aidt får besked om sønnens ulykke til, at han erklæres død på hospitalet. Den først tekst indleder værket, den 11. tekst er bogens slutning.
Imellem disse tekster befinder sig en collage af forskellige tekster, heriblandt fra Aidts egen hånd, dagbogscitater, erindringer, lyriske passager; og fra anden litteratur, der beskæftiger sig med tab og sorg, f.eks Jacques Roubauds Noget sort og Stéphane Mallarmés fragmenter fra sorgen over sin søns død.
Derudover citeres digte skrevet af Carl, som er fundet efter hans død. Desuden indgår der taler fra begravelsen og uddrag fra hans brødres taler fra begravelsen.
Værket som collage og den sprængte komposition er hinandens forudsætninger. De mange forskellige skrifter, der inddrages, betyder, at historien på en måde fortælles af "et kor af stemmer", og den sprængte komposition bliver i sig selv udtryk for, hvad der sker med fornemmelsen af tid, når man er i sorg.
Værkets mange intertekstuelle referencer er altså afgørende for dets komposition, idet den "består af tekstbrudstykker om sorg, minder fra sønnens barndom – og en gentagende beskrivelse af selve hændelsesforløbet omkring hans død. I bogen citerer Naja Marie Aidt også fra den sorglitteratur, hun har læst og kan relatere til"

## Tematik
Aidt beskriver dels Carls liv og minderne fra bl.a. hans fødsel, dels om ulykkesdagen og dagene efter hans død, herunder hvordan det påvirkede hende og den nærmeste familie. Aidt gør sig betragtninger over sprogets begrænsninger i beskrivelsen af sorgen og kærligheden til den mistede. Sprogets begrænsninger kommer især til udtryk i ufuldkomne og fragmenterede sætninger som hos Mallarmé, der ikke engang orker at skrive store bogstaver.
Det gennemgående forløb, der stykkes sammen i de kursiverede tekster tager form af et “panikskrift”, som forfatteren selv betragter som en træstamme, der omgives af ”kviste og blade og små grene”, som er andres skrifter, dagbogsnotater, sorgdagbog, essayagtige tekster, og anekdoter om Carl. De konstante opbrud i sprog, stil, kronologi og rytme afspejler, at der sker noget voldsomt med tiden, fordi man mister sin fremtid i sorgen og er ”fanget i sådan en ikke-tid”.  
I Har døden taget noget fra dig så giv det tilbage. Carls bog beskrives sorgen efter at have mistet et barn. Værket behandler temaer som sorg, tab, skyld, død og kærlighed. Naja Marie Aidt citerer fra det ca. 4000 år gamle værk Eposset om Gilgamesh, hvor tabet af sine medmennesker og sorgen som følge af døden er det sværeste et menneske kan komme ud for i sit liv. Derfor kan man også betragte Har døden taget noget fra dig så giv det tilbage. Carls bog som et bidrag i sorgpoesiens fra tusinde år gamle historie, om et emne der altid har og altid vil vedrøre den menneskelige eksistens.

## Værkets titel
Værkets titel Har døden taget noget fra dig så giv det tilbage. Carls bog stammer fra et digt i en anden af Naja Marie Aidt tidligere udgivelser, nemlig fra ”En Poesibog” (2008). Naja Marie Aidt selv kalder det et ejendommeligt udsagn, som ikke betyder, at døden ikke har taget nok, men at de døde har givet os noget, og dét skal vi give tilbage.
Værkets undertitel Carls bog kan betragtes som en genresignatur - et mærkat hvor forfatteren kan definere og sætte et særpræg på værkets genre. Et mærkat der her kan betyde, at Naja Marie Aidt dedikerer bogen til sin afdøde søn.

## Modtagelse
Naja Marie Aidt blev indstillet til Politikens Litteraturpris i 2017 med Har døden taget noget fra dig så giv det tilbage. Carls bog
I august 2017 deltog Naja Marie Aidt på Louisianas litteraturfestival Louisiana Literature med Har døden taget noget fra dig så giv det tilbage. Carls bog, hvor hun blev interviewet af Synne Rifbjerg.

## Litterære slægtskaber
Idet Naja Marie Aidt i værket refererer til andre værker, er der intertekstuelle forbindelser mellem disse og hendes værk. Mange af værker, hun refererer til, beskæftiger sig med samme tema - sorg - og de kan på linje med Aidts udgivelse karakteriseres som sorglitteratur.
Der refereres bl.a. til:
- Anne Carson: Nox (Oversat fra engelsk af Peter Højrup, Martin Larsen og Pejk Malinovski (Basilisk, 2012))
- C.S. Lewis: En sorgens dagbog (oversat fra engelsk af Lene Mott (Forlaget Scandinavia, 1983))
- Jan Kochanowskis tiende klagesang (oversat fra polsk af Judyta Preis og Jørgen Herman Monrad (Dzieła polskie, Panstwowy Instytut Wydawniczy, 1980)
- Stéphane Mallarmé: Pour un tombeau d'Anatole (Éditions de Seuil, 1961) (oversat fra fransk af Martin Larsen)
- Jacques Roubaud: Noget sort (oversat fra fransk af Martin Larsen (Basilisk, 2006))
- Denise Riley: Time lived, without its flow (Capsule Editions, 2012) oversat fra engelsk af Pia Juul